# Quimsachata
Quimsachata je název skupiny dvou mladých (pleistocén-holocén) vulkanických forem, nejsevernějších v Peru. Sopky leží asi 170 km severovýchodně od hlavního řetězce peruánských sopek, asi 90 km jihovýchodně od Cuzca. Složením se rovněž liší od ostatních peruánských vulkánů, a to ne po petrografické stránce (stále jsou to převážně andezitové až ryolitové horniny), ale chemicky (mají vyšší podíl draslíku). Nejmladší projevy vulkanismu jsou staré asi 6400 let.